# Zarin-Peulh
Ne doit pas être confondu avec Zarin-Mossi.
Zarin-Peulh est une localité située dans le département de Pissila de la province du Sanmatenga dans la région Centre-Nord au Burkina Faso.

## Géographie
Zarin-Peulh est situé à un kilomètre au nord de Zarin-Mossi, à 2 km à l'est de Noaka et à environ 7 km au nord-ouest de Pissila, le chef-lieu du département.

## Économie
L'activité du village est essentiellement agro-pastorale.

## Éducation et santé
Le centre de soins le plus proche de Zarin-Peulh est le centre de santé et de promotion sociale (CSPS) de Noaka tandis que le centre hospitalier régional (CHR) se trouve à Kaya.
Le village possède un centre permanent d'alphabétisation et de formation (CPAF).